# Karl Weidmann
Karl Weidmann (ur. 4 lipca 1931) – szwajcarski wioślarz, srebrny medalista olimpijski.
Wystąpił na igrzyskach olimpijskich w Helsinkach w 1952 roku, gdzie Szwajcarzy w składzie: Rico Bianchi, Karl Weidmann, Heini Scheller, Émile Ess i Walter Leiser (sternik) zdobyli srebrny medal w czwórkach ze sternikiem. W finale o 3,1 sekundy przegrali z osadą Czechosłowacji, a o 0,5 sekundy wyprzedzili osadę USA. Był to jego jedyny start olimpijski.
W czwórce ze sternikiem zdobył również srebro na mistrzostwach Europy w Mâcon (1951) i brąz na mistrzostwach Europy w Kopenhadze (1953). Ponadto na mistrzostwach Europy w Amsterdamie (1954) był trzeci w czwórce bez sternika.